# Тюмебаев, Мухамеджан Тюмебаевич
Мухамеджа́н Тюмеба́евич Тюмеба́ев (1908—1977) — организатор сельскохозяйственного производства, Герой Социалистического Труда (1948).

## Биография
Родился в 1908 году в селе Джамбул Джамбулского района Алма-Атинской области в семье крестьянина.
В 1931—1940 годах работал председателем колхоза «Енбекши Арал», затем «30 лет Казахской ССР» Джамбульского района, заместителем председателя исполкома Джамбульского районного Совета народных депутатов, заместителем директора совхоза «Кастек». С 1939 года являлся членом КПСС. В 1940—1957 годах трудился директором овцесовхоза «Тургенский» Энбекшиказахского района, совхоза № 5 Туркестано-Сибирской железной дороги. В 1950 году окончил Капланбекский зооветеринарный техникум.
В 1957—1961 годах работал директором плодовинсовхоза «Казахстан», с 1961 года — директором плодовинсовхоза «Алма-Атинский» Илийского района Алма-Атинской области, где работал до конца своей жизни.
В 1966—1976 годах являлся членом ЦК Компартии Казахской ССР (избирался на XII и XIII съездах). В 1966 году избирался делегатом на XXIII съезд Коммунистической партии СССР и депутатом Верховного Совета Казахской ССР 8-го созыва по 32 Комсомольскому избирательному округу Илийского района Алма-Атинской области.
Скончался в 1977 году, похоронен на Кенсайском кладбище.

## Награды
Награждён двумя орденами Ленина, двумя орденами Трудового Красного Знамени и тремя медалями.

## Память
Алматинский винсовхоз носит имя Мухамеджана Тюмебаева.
Отмечалось 100-летие со дня рождения Мухамеджана Тюмебаева.